# Plebiscyt Przeglądu Sportowego 1967
33. Plebiscyt Przeglądu Sportowego na najlepszego sportowca Polski zorganizowano w 1967 roku.

## Wyniki
1. Sobiesław Zasada - sport samochodowy (632 398 pkt.)
2. Waldemar Baszanowski - podnoszenie ciężarów (524 368)
3. Jerzy Pawłowski - szermierka (516 173)
4. Józef Grudzień - boks (467 675)
5. Irena Szewińska - lekkoatletyka (364 442)
6. Daniela Jaworska - lekkoatletyka (301 965)
7. Maria Mączyńska  - łucznictwo (280 410)
8. Włodzimierz Lubański - piłka nożna (219 386)
9. Wacław Latocha - kolarstwo torowe (133 284)
10. Jan Kowalczyk - jeździectwo (80 483)